# Ololygon rizibilis
Espèce
Synonymes
- Hyla rizibilis Bokermann, 1964
- Scinax rizibilis (Bokermann, 1964)
- Hyla mirim Lutz, 1973

Statut de conservation UICN

 LC  : Préoccupation mineure
Ololygon rizibilis est une espèce d'amphibiens de la famille des Hylidae.

## Répartition
Cette espèce est endémique de l'État de São Paulo au Brésil.

## Description
Les femelles mesurent de 27,0 à 32,4 mm.

## Publication originale
- Bokermann, 1964 : Uma nova especie de Hyla da Serra do Mar em Sao Paulo (Amphibia,. Salientia). Revista Brasileira de Biologia, vol. 24, no 4, p. 429-434.